# George Albert Boulenger
George Albert Boulenger fue un biólogo belga - inglés, responsable del descubrimiento, descripción y clasificación de numerosas especies animales y vegetales.

## Biografía
Nació en Bruselas, el 19 de octubre de 1858, hijo de Gustave Boulenger, un notario público belga, y de Juliette Piérart de Valenciennes.
Se graduó en 1876 en la Universidad en Bruselas en ciencias naturales y trabajó por un tiempo en el Museo de Historia Natural de esa ciudad como naturalista asistente, especializándose en el estudio de anfibios, reptiles y peces para lo que efectuó frecuentes visitas al Museo Nacional de Historia Natural de París y al Museo Británico en Londres.
En 1880, invitado por el Dr. Albert Günther, pasó al Museo de Historia Natural dependiente del Museo Británico a los efectos de catalogar la colección de anfibios. Su trabajo en la administración civil del Imperio británico lo obligó a obtener esa nacionalidad. En 1882 fue ascendido a asistente de primera clase en el Departamento de Zoología.
En 1897 presidió la comisión creada por el rey Leopoldo II de Bélgica para la creación del Museo del Congo.
Retirado en 1920, Boulenger se dedicó al estudio de las rosas, publicando 34 artículos científicos sobre temas de botánica y dos volúmenes sobre las rosas de Europa.
Metódico en extremo, tenía tal memoria que le permitía recordar cada espécimen y nombre científico que veía. Hábil para escribir, sus primeros borradores rara vez precisaban correcciones antes de su edición.
Por su oficio conocía el idioma griego y el latín, y hablaba también francés, alemán e inglés, leía en español, italiano y un poco de ruso.
Para 1921, Boulenger había publicado 877 artículos científicos. Describió 1096 especies de peces, 556 especies de anfibios y 872 especies de reptiles. Fue especialmente famoso por sus monografías sobre anfibios, reptiles y peces, sobre cuyas especies africanas era considerado el mayor experto en el mundo.
Murió en Saint Malo, Francia, el 23 de noviembre de 1937.

## Algunas publicaciones
- 1894 Catalogue of the Snakes in the British Museum (Natural History) . Vol. II. British Museum of Natural History
- 1895 Catalogue of the Perciform Fishes in the British Museum. Centrachidae, Percidae and Serranideae. British Museum of Natural History
- 1896 Catalogue of the Snakes in the British Museum (Natural History). Volumen III. British Museum of Natural History
- 1897 The Tailless Batrachians of Europe . Partes I & II. The Ray Society London
- 1903 Batraciens de la Guinee Espagnoles. Madrid
- 1905 A contribution to our knowledge of the varieties of the wall-lizard (Lacerta muralis) in Western Europe and North Africa. Trans. of the Zoological Soc. of London
- 1910 Les batraciens et principalement ceux d'Europe. Octave Doin et Fils Paris
- 1912 A vertebrate fauna of the Malay Peninsula from the Isthmus of Kra to Singapore, including the adjacent islands. Reptilia and Batrachia. Taylor & Francis, Londres
- 1913 Snakes of Europe. Methuen Londres
- 1913 Second contribution to our knowledge of the varieties of the wall-lizard (Lacerta muralis). Trans. of the Zoological Soc. of London. 135–230 IIXX
- 1916 On the lizards allied to Lacerta muralis, with an account of Lacerta agilis and L. parva. Trans. of the Zoological Soc. of London. 104 VIII
- 1917 A revision of the lizards of the genus Tachydromus. Memoirs of the Asiatic Society of Bengal 207–234 II
- 1917 A revision of the lizards of the genus Nucras Gray. Ann. of the South African Museum 195–216 II
- 1891 Catalogue of the Reptiles and Batrachians of Barbary (Morocco, Algeria, Tunisia) : based chiefly upon the notes and collections made in 1880–1884 by M. Fernand Lataste. Trans. of the Zoological Society of London
- 1920 Monograph of the Lacertidae, vol. 1. British Museum of Natural History London
- 1921 Monograph of the Lacertidae, volumen 2 British Museum of Natural History London
- 1921 Liste des publications Ichthyologiques et Herpétologiques (1877–1920). Ann de la Société royale Zoologique de Belgique. 11-88
- 1921 Monograph of the Lacertidae, volumen 1 Johnson Reprint (1966) New York / Londres
- 1921 Monograph of the Lacertidae, volumen 2 Johnson Reprint (1966) New York / Londres
- Boulenger et al. 1923 A survey of the fauna of Iraq. Mammals, birds, reptiles, etc. made by members of the Mesopotamia Expeditionary Force „D“ 1915–1919. Bombay Natural History Society Iraq & Londres
- Boulenger et al. 1923 Étude sur les batraciens et les reptiles rapportés par M. Henri Gadeau de Kerville de son voyages zoologique es Syrie (avril–juin 1908). – Viaje zoológico de Henri Gadeau de Kerville a Siria (abr–jun 1908). Ballière & Sons Paris.

## Honores
- Miembro de la Sociedad Americana de Ictiólogos (1935) y Herpetólogos, fue elegido como primer miembro honorario.
- 1937, Bélgica lo condecoró con la Orden de Leopoldo, el más alto honor acordado a un civil.

### Epónimos
Especies vegetales
- (Rosaceae) Rosa boulengeri Fouill.[1]

Especies animales (reptil)
- Rhynchophis boulengeri Mocquard 1897[2]

## Algunas especies descritas por Boulenger

### Anfibios
- Allobates femoralis (1884)
- Allobates kingsburyi (1918)
- Allobates ranoides (1918)
- Allobates trilineatus (1884)
- Ansonia muelleri (1887)
- Aromobates alboguttatus (1903)
- Arthroleptis spinalis (1919)
- Arthroleptis taeniatus (1906)
- Arthroleptis xenochirus (1905)
- Arthroleptis xenodactylus (1909)
- Astylosternus batesi (1900)
- Atelopus elegans (1882)
- Atelopus erythropus (1903)
- Atelopus oxyrhynchus (1903)
- Atelopus pulcher (1882)
- Atelopus spurrelli (1914)
- Atelopus tricolor (1902)
- Bombina maxima (1905)
- Bombina orientalis (1890)
- Breviceps macrops (1907)
- Bufo blanfordii (1882)
- Bufo dodsoni (1895)
- Bufo gracilipes (1899)
- Bufo latifrons (1900)
- Bufo lemairii (1901)
- Bufo luetkenii (1891)
- Bufo microtympanum (1882)
- Bufo parietalis (1882)
- Bufo superciliaris (1888)
- Bufo vittatus (1906)
- Cardioglossa elegans (1906)
- Cardioglossa escalerae (1903)
- Cardioglossa gracilis (1900)
- Cardioglossa leucomystax (1903)
- Ischnocnema ramagii (1888)
- Leptodactylodon albiventris (1905)
- Leptodactylodon ventrimarmoratus (1904)
- Leptopelis brevipes (1906)
- Leptopelis calcaratus (1906)
- Leptopelis christyi (1912)
- Leptopelis gramineus (1898)
- Leptopelis millsoni (1895)
- Leptopelis ragazzii (1896)
- Leptopelis vannutellii (1898)
- Leptopelis vermiculatus (1909)
- Mannophryne collaris (1912)
- Nyctibates corrugatus (1904)
- Scotobleps gabonicus (1900)
- Trichobatrachus robustus (1900)

### Reptiles
- Cuora yunnanensis (1906)
- Homopus femoralis (1888)
- Indotestudo travancorica (1907)
- Psammobates tentorius trimeni (1886)
- Terrapene carolina yucatana (1895)

- La abreviatura «Boulenger» se emplea para indicar a George Albert Boulenger como autoridad en la descripción y clasificación científica de los vegetales.[3]

## Abreviatura (zoología)
La abreviatura Boulenger  se emplea para indicar a George Albert Boulenger como autoridad en la descripción y taxonomía en zoología.